# Mont Saint-Nicolas
Mont Saint-Nicolas är ett berg i Luxemburg.   Det ligger i distriktet Diekirch, i den norra delen av landet, 40 kilometer norr om huvudstaden Luxemburg. Toppen på Mont Saint-Nicolas är 470 meter över havet. Mont Saint-Nicolas ligger vid sjön Bassins Supérieurs.
Terrängen runt Mont Saint-Nicolas är huvudsakligen kuperad, men åt nordväst är den platt.  Närmaste större samhälle är Diekirch, 8,3 kilometer söder om Mont Saint-Nicolas.
I omgivningarna runt Mont Saint-Nicolas växer i huvudsak blandskog. Runt Mont Saint-Nicolas är det ganska tätbefolkat, med 67 invånare per kvadratkilometer.